# 烏爾皮馬爾卡山
14°38′12″S 72°49′28″W / 14.63667°S 72.82444°W
烏爾皮馬爾卡山（Urpi Marka），是秘魯的山峰，位於該國南部阿普里馬克大區，由安塔班巴省的胡安埃斯皮諾薩梅德拉諾區負責管轄，屬於萬索山脈的一部分，海拔高度5,068米。